# Sorpassando
Sorpassando è il primo EP della Piccola Orchestra Avion Travel, pubblicato nel 1987. Contiene il brano omonimo, con cui il gruppo vinse a Sanremo Rock nello stesso anno.

## Tracce
Musiche di Piccola Orchestra Avion Travel.
1. Sopra di te (feat. Nino Buonocore) – 4:16
2. Jingles – 4:29
3. Sorpassando – 3:45
4. Non suono più – 4:45

Durata totale: 17:15

## Formazione
- Peppe Servillo: voce
- Fausto Mesolella: chitarra elettrica, piano
- Mario Tronco: tastiera
- Peppe D'Argenzio: sax, tastiera
- Vittorio Remino: basso
- Agostino Santoro: percussioni